# Consolation-Maisonnettes
Consolation-Maisonnettes è un comune francese di 29 abitanti situato nel dipartimento del Doubs, nella regione della Borgogna-Franca Contea.

## Società

### Evoluzione demografica
Abitanti censiti